# Instinet
Instinet (Institutional Investors Network, ou « réseaux entre investisseurs institutionnels ») est un courtier en actions américain créé en 1979 à New York, racheté en 1987 par l'agence de presse Reuters, qui l'a fait entrer en Bourse en 2001 après un changement de réglementation boursière aux États-Unis, avant de céder sa participation au Nasdaq américain en 2005. Instinet est l'une des premières plates-formes de marché de gré à gré (s'effectuant sans l'intermédiaire de la Bourse) ainsi que la première plate-forme de négociation électronique sur les actions des sociétés, mise en place deux ans avant le Nasdaq.

## Histoire
Instinet a été créée par Jerome M. Pustilnik et Herbert R. Behrens en 1967. Les fondateurs visaient à concurrencer le New York Stock Exchange, par le biais de liaisons informatiques, permettant des transactions boursières anonymes et à prix cassés, entre les grands investisseurs institutionnels américains, comme les banques, fonds communs de placement et les compagnies d'assurance. Le système de négociation électronique offert par Instinet à ces investisseurs est entré en service en décembre 1969. 
La croissance a été progressive dans les années 1970. De 1978 à 1980, le courtier triple sa marge qui atteint 1,59 million de dollars, devenant rentable en 1981. En 1983, il peut compter sur 110 clients institutionnels. 
Cette année-là, Instinet porta à sa tête Bill Lupien, un ancien courtier du Pacific Stock Exchange, qui investit 5 millions de dollars, valorisant la société à 25 millions de dollars. Il a décidé de commercialiser le système électronique de façon plus agressive et en passant des accords avec la plupart des autres grands intermédiaires financiers. Plusieurs grands courtiers de Wall Street, dont Merrill Lynch et Lehman Brothers paient 11,2 millions de dollars pour 14 % du capital d'Instinet, le valorisant à 85 millions de dollars, trois fois plus que l'année précédente. Au printemps 1984, 3500 actions américaines sont accessibles sur la plate-forme, qui relie 500 courtiers dont 19 des 20 premiers spécialistes en actions américaines. La marge atteint ensuite 16,4 millions de dollars en 1986, dix fois plus qu'en 1980.

## Les années Nasdaq et Reuters
L'agence de presse Reuters prend à son tour une participation au capital en 1985, de 6 %, en signant un accord avec Instinet, puis annonce le rachat de la totalité du capital fin 1986, opération bouclée en mai 1987, pour 102 millions de dollars. Instinet a été l'acquisition la plus importante de Reuters, qui venait d'entrer en Bourse en 1984.
Cette acquisition s'inscrit dans la lignée de la diversification de Reuters vers les marchés financiers avec les services Stockmaster dans les années 1960, puis Money Monitor en 1971. Elle fait suite aussi à l'accord trouvé en 1985 à Londres avec le SEAQ pour la cotation des actions internationales, sur fond de "Big Bang" souhaité par Margaret Thatcher, une réforme pour faciliter la concurrence chez les courtiers.
Le krach d'octobre 1987 et les problèmes de cotation urgente qui sont apparus donnent un coup de fouet aux systèmes de négociation électronique comme Instinet ou le Nasdaq. C'est précisément sur le Nasdaq, en très forte expansion dans les années 1990, qu'Instinet bâtit sa fortune, en profitant du réseau de clients de Reuters. Avec des résultats décevants à la fin des années 1980, Instinet décide de s'ouvrir à d'autres acteurs du marché (comme ATD, l'un des pionniers du trading haute fréquence) que les seuls institutionnels . En 1989, environ 6 millions d'actions sont échangées chaque jour sur Instinet, soit environ 3 % du marché mondial (ce qui est faible, notamment par rapport à la part prise aujourd'hui par les marchés gré à gré). Au milieu des années 1990, le courtier contrôle plus du tiers des transactions sur le Nasdaq. Instinet met en liaison de nombreux ordres de ses propres clients, au sein de son livre d'ordre, devenant le premier des ECN (Electronic Communication Network (en)).

## L'envolée des années 1990
La compétition à laquelle sont soumis les marchés d’action américains se concentre depuis 1966 sur la captation des flux d’ordres qui se répartissent entre une vingtaine de plates-formes de négociation principales. En leur sein, à partir de 1997, la montée des ECN (Electronic Communication Network) s'explique par leur capacité à croiser les ordres au sein même de leur propre clientèle. Plusieurs ECN ont souhaité concurrencer Instinet. Grâce à Internet, certains d'entre eux comme Charles Schwab ou Datek, ont offert ce type de service au grand public en se focalisant sur les échanges effectués en dehors des heures d’ouverture.
Le chiffre d'affaires d'Instinet passe 57 millions de dollar en 1991 à 279 millions en 1994, puis 327,1 millions en 1995, dont seulement 15 % hors des États-Unis. Instinet représente en 1996 le dixième des effectifs de Reuters et le tiers de ses bénéfices. Le chiffre d'affaires triple encore entre 1996 et 2001 grâce à la progression des volumes d'échanges, mais dès 1999, les bénéfices diminuent du fait de la concurrence nouvelle des autres ECN. Cette baisse de la rentabilité amène Reuters à remplacer le président d'Instinet Douglas Atkin par Mark Nienstedt, assisté au poste de directeur financier par le français Jean-Marc Bouhelier. Tous deux pilotent l'acquisition d'Island (en), un autre ECN en forte croissance.

## La SEC et les problèmes de réglementation
Ce sont les autorités de régulation boursière qui vont siffler la fin de la partie pour Instinet. Plusieurs études universitaires ont prouvé que les courtiers du Nasdaq profitaient de marges très élevées, en imposant à leur clients des fourchettes assez larges entre le prix proposé à l'achat et celui proposé à la vente. 
En 1996, la Securities and Exchange Commission accuse même les courtiers  sur le Nasdaq d'entente pour défendre ces marges. Elle a enquêté sur 200 titres du Nasdaq et montré que 85 % des ordres des investisseurs avaient été dirigés vers des plates-formes de transaction qui ne proposaient pas dans leurs cotations le meilleur prix disponible sur le marché. En 1997, la Securities and Exchange Commission impose de nouvelles règles obligeant tous les courtiers, Instinet inclus, à rendre publics les prix d'actions plus attractifs que ceux qu'ils avaient eux-mêmes proposés : les trois meilleurs prix doivent être connus de tous, afin de limiter les écarts.
L’article 11A(a) du Securities Act révisé fixe à la SEC pour mission de garantir une structure de marchés qui assure simultanément à l’investisseur le bénéfice de la plus grande interaction possible entre les ordres de vente et d’achat et une concurrence équitable entre  les intermédiaires financiers. En janvier 2001 et après quinze mois de négociations avec le Nasdaq et les ECN, la SEC donnait son accord à une nouvelle plate-forme de trading, la Nasdaq Order Display Window, plus connue sous le nom de "Super Montage". Tout investisseur doit pouvoir connaître les trois meilleurs prix disponibles sur le marché, a précisé Arthur Levitt, le président de la SEC.

## La vie sans Reuters
Reuters décide alors de profiter de la forte rentabilité d'Instinet, qui risque de ne pas durer, pour vendre une partie de sa participation. En juin 2001, l'introduction en Bourse de la société la valorise à 3,4 milliards de dollars.
Le Nasdaq annonce ensuite le 22 avril 2005 le rachat à Reuters de sa participation restante dans Instinet (62 % du capital), pour un montant total de seulement 1,88 milliard de dollars, soit une valorisation de 3 milliards de dollars pour Instinet. Reuters annonce à cette occasion qu'il rétrocédera un milliard de dollars à ses actionnaires et y voit une étape importante de sa stratégie de recentrage vers son cœur de métier, la fourniture d'informations et de données aux marchés financiers et aux médias.
L'annonce intervient deux jours après l'annonce surprise par le New York Stock Exchange de sa fusion avec un autre ECN, réseau de transaction électronique, Archipelago Holdings, afin de créer une société cotée. Cette transaction au montant non dévoilé avait été estimée à 3,5 milliards de dollars par le Wall Street Journal. Menacées par l'émergence du risque d'un duopole boursier, Nyse-Archipelago et Nasdaq-Instinet, les Bourses régionales américaines jouent alors des coudes pour survivre.
En mai 2019, Minor Huffman a rejoint Instinet en tant que Chief Technology Officer de la société.